# Medalla al Valor Aeronàutic
La Medalla al Valor Aeronàutic (italià: Medaglia al Valore Aeronautico) és una condecoració italiana, creada el 27 de novembre de 1927 per Rei Víctor Manuel III mitjançant el Reial Decret 2297.
És atorgada a tots aquells que demostressin un coratge singular, habilitat i filantropia demostrada en vol. Mitjançant el Reial Decret 1848 de 29 d'octubre de 1939 també pot ser atorgada als comandants d'unitats no inferiors a esquadrilla pel comandament meritori mitjançant el qual hagin contribuït a augmentar el prestigi de l'Aeronàutica italiana.
Està dividida en 3 classes: Or, Argent i Bronze. Les classes or i argent són destinades a recompensar aquelles accions que, en circumstàncies particularment difícils, demostrin valor i habilitat singular amb risc de la pròpia vida. Per obtenir la d'Or s'ha de dur a terme una acció tan meritòria que derivés en un gran honor per a l'Aeronàutica italiana.
La medalla de bronze està destinada per recompensar el valor i l'habilitat, però sense que hi hagi un risc manifest de perdre la vida. Des del Decret 397 de 9 de maig de 1969 també pot ser atorgada a civils.
Pot ser atorgada a títol pòstum. En aquest cas es concedeix al parent més proper.
Juntament amb la condecoració s'atorga un diploma acreditatiu indicant el nom del premiat, el fet, la data i el lloc de l'acció per la qual va ser condecorat.
Aquells que haguessin estat condemnats a presó (parcial o a perpetuïtat) queden vedats per a aconseguir-la, a no ser en cas de rehabilitament.

## Disseny

### Primer disseny - Regne d'Itàlia
Una medalla de 33mm de diàmetre (en or, argent o bronze). A la part superior de l'anvers apareix una corona reial i una àliga amb les ales obertes i l'escut dels Savoia a les urpes, amb la inscripció "AL VALORE AERONAUTICO" a la part inferior.
Al revers, entre dos feixos de lictors apareix la constel·lació de l'Ossa Menor. A sota, el nom del premiat amb la indicació del lloc i de la data de l'acció.

### Segon disseny - República Italiana
Des de 1953 el disseny és:
A l'anvers apareix un guerrer armat amb raigs que cavalca sobre Pegàs. A sota apareixen els núvols i el globus terrestre; i a la part inferior apareix la inscripció “AL VALORE AERONAUTICO”. Al revers apareix l'escut italià a la part superior, la inscripció "República Italiana" al centre i a la part inferior un puny amb raigs agafats. A sota de la inscripció "República Italiana" hi ha un espai on gravar el nom del receptor i la data de l'acció.
Penja d'un galó blau, amb dues franges vermelles als costats, l'exterior d'1 mm i l'interior de 3mm d'ample.
Per indicar el grau sobre el galó es feia servir una hèlix d'avió de 15mm en or, argent o bronze. Mitjançant el Reial Decret 433 del 24 de març de 1932, l'hèlix passà a ser una estrella de 5 puntes.
| Galons                                           |       |        |
| or                                               | plata | bronze |
| del 27 de novembre de 1927 al 24 de març de 1932 |       |        |
| or                                               | plata | bronze |
| del 24 de març de 1932 al 15 de març de 2010.    |       |        |
| or                                               | plata | bronze |
| des del 15 de març de 2010.                      |       |        |